# Fabrizio Bernardi
| 65001 Teodorescu       | 9 gennaio 2002   |
| 78123 Dimare           | 10 luglio 2002   |
| 78309 Alessielisa      | 5 agosto 2002    |
| 78453 Bullock          | 3 settembre 2002 |
| 84118 Bracalicioci     | 3 settembre 2002 |
| 84119 Sanitariitaliani | 3 settembre 2002 |
| 84120 Antonacci        | 4 settembre 2002 |
| 84339 Francescaballi   | 2 ottobre 2002   |
| 90278 Caprese          | 24 febbraio 2003 |
| 95020 Nencini          | 10 gennaio 2002  |
| 95760 Protezionecivile | 9 marzo 2003     |
| 95951 Ernestopalomba   | 18 agosto 2003   |
| 99942 Apophis          | 19 giugno 2004   |
| 111571 Bebevio         | 11 gennaio 2002  |
| 112320 Danielegardiol  | 19 giugno 2002   |
| 112337 Francescaguerra | 10 luglio 2002   |
| 112339 Pimpa           | 11 luglio 2002   |
| 112340 Davidegaddi     | 11 luglio 2002   |
| 112492 Annacipriani    | 2 agosto 2002    |
| 112947 Marinascatena   | 3 settembre 2002 |
| 113208 Lea             | 5 settembre 2002 |
| 113213 Marcoolmo       | 6 settembre 2002 |
| 113626 Centorenazzo    | 4 ottobre 2002   |
| 113683 Robertoornella  | 2 ottobre 2002   |
| 113684 Giannagianni    | 2 ottobre 2002   |
| 114735 Irenemagni      | 24 aprile 2003   |
| 114740 Luigitatto      | 25 aprile 2003   |
| 126246 Losignore       | 9 gennaio 2002   |
| 126247 Laurafaggioli   | 9 gennaio 2002   |
| 126248 Dariooliviero   | 9 gennaio 2002   |
| 126249 Gabrielgraur    | 9 gennaio 2002   |
| 127415 Annacalderara   | 11 luglio 2002   |
| 127658 Gapers          | 26 febbraio 2003 |
| 127660 Mauroianeselli  | 26 febbraio 2003 |
| 127664 Denza           | 25 febbraio 2003 |
| 127737 Ferretti        | 26 marzo 2003    |
| 127965 Ettorecittadini | 24 aprile 2003   |
| 132741 Liliacapocaccia | 6 agosto 2002    |
| 136100 Angelamisiano   | 26 febbraio 2003 |
| 250370 Obertocitterio  | 12 ottobre 2003  |

Fabrizio Bernardi (Pomezia, 9 aprile 1972) è un astronomo italiano.
Bernardi si è laureato nel 1999 all'Università di Padova e nel 2003 ha conseguito un dottorato di ricerca presso l'Università degli Studi di Roma Tor Vergata. Membro dell'Unione Astronomica Internazionale, lavora presso Space Dynamics Services, una spin-off dell'Università di Pisa, mentre in passato ha lavorato presso l'Università delle Hawaii. Bernardi è stato sposato con l'astronoma romena Ana Maria Teodorescu, a cui ha voluto dedicare l'asteroide 65001 Teodorescu.
Il Minor Planet Center gli accredita le scoperte di ventisette asteroidi, effettuate tra il 2002 e il 2015, parte dei quali in condivisione con altri astronomi: Andrea Boattini, Mario Di Martino, Marco Micheli, David James Tholen, Maura Tombelli e Roy A. Tucker. Tra di essi sono degni di nota 99942 Apophis coscoperto assieme a Tucker e Tholen e (164294) 2004 XZ130 (appartenente alla famiglia degli asteroidi Apohele).
Bernardi ha scoperto anche la cometa periodica 268P/Bernardi.
Gli è stato dedicato da Maura Tombelli e Andrea Boattini l'asteroide 27983 Bernardi.